# Germaine Thyssens-Valentin
Germaine Thyssens-Valentin (Maastricht, 27 juli 1902 – Clichy, 7 juli 1987) was een Nederlands-Frans pianiste, bekend vanwege haar uitvoeringen van Franse klassieke muziek. Ze studeerde aan het Conservatoire de Paris en had een succesvolle carrière, onderbroken door een lange periode waarin ze zich geheel wijdde aan het moederschap en niet optrad. De opnames van haar interpretatie van Fauré's pianomuziek in de jaren 1950, en de heruitgave daarvan op CD in de jaren 2000, gelden als toonaangevend. 

## Biografische schets

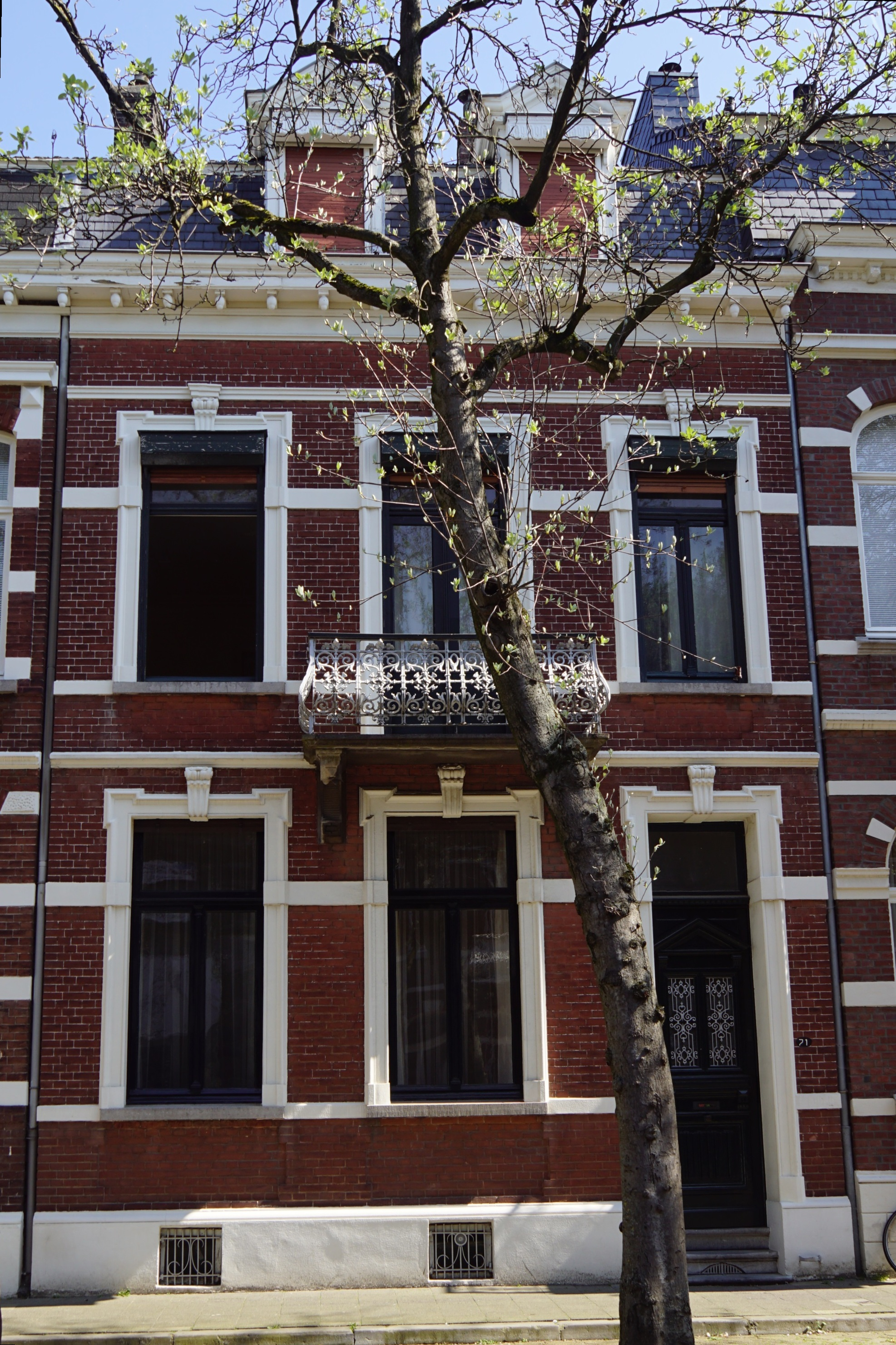
Alexander Battalaan 71: geboortehuis van Germaine Thyssens in Maastricht

Germaine Thyssens-Valentin werd geboren te Wyck-Maastricht als Germaine Suzanna Jeanne Thyssens, de oudste van drie kinderen van Joannes Jacobus Thijssen (1873-1907) en Jeanne Caroline Schmidt (1875-1951). Haar vader was handelsreiziger en hoofd verkoop van autofabrikant Peugeot in België en presenteerde zich daar als Jean-Jacques Thyssens. Haar moeder was afkomstig uit de Frans-Duitse Elzas. Het gezin woonde vanaf 1901 in een nieuwbouw herenhuis aan de Alexander Battalaan in de laatnegentiende-eeuwse Stationsbuurt. Na de vroege dood van Jean-Jacques Thyssens in juli 1907, verhuisde zijn weduwe met haar twee jonge kinderen – het tweede kind was als zuigeling overleden – in september 1908 naar Luik.
Aangemoedigd door haar moeder, begon Germaine rond haar vijfde levensjaar met pianolessen, later tevens klavecimbel. Als achtjarige maakte ze haar debuut op het concertpodium met Mozarts Pianoconcert nr. 23, waarvoor ze lof ontving van muziekcritici. Na enige jaren studie aan het Koninklijk Conservatorium Luik, vervolgde ze haar opleiding in 1915, op dertienjarige leeftijd, aan het Conservatorium van Parijs, dat in die periode geleid werd door Gabriel Fauré. In Parijs studeerde ze aanvankelijk bij Isidor Philipp, later bij Marguerite Long. Om haar studie te bekostigen, gaf ze pianolessen en speelde ze piano in bioscopen. In 1920 studeerde ze af en behaalde een eerste prijs voor piano en muziekgeschiedenis. Ze maakte naam als concertpianiste, zowel solo als met andere (kamer)musici. Zo trad ze enkele malen op met het Orchestre Colonne onder leiding van Édouard Colonne.
In december 1924 trad ze in het huwelijk met de Franse industrieel Paul Léon Valentin (1899-1974). Vanaf dat moment voegde ze zijn achternaam toe aan haar eigen naam. Hoewel ze een positie als vaste solist van het Orchestre Colonne kreeg aangeboden, gaf ze haar muzikale carrière op om zich aan het moederschap te wijden. Ze kreeg vijf kinderen, waarvan vier meisjes en een jongen. In 1926 kwam haar jongere broer Jacques-Paul op 21-jarige leeftijd om het leven, toen zijn vliegtuig boven Syrië uit de lucht werd geschoten.
Na ruim 25 jaar nam Thyssens-Valentin in 1951 de draad van haar muzikale loopbaan weer op. Haar eerste concert was een uitvoering van hetzelfde pianoconcert van Mozart, waarmee ze als achtjarige debuteerde. Het concert werd gedirigeerd door Albert Wolff, een  Franse dirigent met eveneens een Nederlandse afkomst. Hij introduceerde haar bij Heinrich Puthon, de toenmalige president van de Salzburger Festspiele. In 1952 trad ze hier voor het eerst op. In 1956 was ze de eerste pianiste die in een concertcyclus het complete pianowerk van Fauré uitvoerde, een tour de force die ze een jaar later herhaalde. Tussen 1956 en 1959 nam ze een serie grammofoonplaten op bij de Franse platenmaatschappij Ducretet-Thomson. Deze vond buiten Frankrijk nauwelijks verspreiding en na 1960 waren de opnames vrijwel onverkrijgbaar.
Tussen 1958 en 1966 gaf ze, naast haar optredens, tevens les. In de jaren 1960 voerde ze – samen met andere musici, waaronder de cellist Paul Tortelier – in een serie concerten Fauré's complete kamermuziek uit. Tot het einde van haar carrière toonde ze zich een fervent promotor van Fauré's werk. Haar laatste concert, in 1983, bestond uit werken van Bach, Mozart, Beethoven, Fauré en Debussy. Ze overleed vier jaar later op 85-jarige leeftijd in de Parijse voorstad Clichy.

## Reputatie
Germaine Thyssens-Valentin was tijdens haar leven nauwelijks bekend buiten Frankrijk. De heruitgave in 2002 van haar plaatopnames bij Ducretet-Thomson uit de late jaren 1950, en met name die van Fauré's werk, bracht daar verandering in. De criticus Michael Oliver schreef in het toonaangevende Britse muziektijdschrift Gramophone dat, hoewel hij nooit eerder van Thyssens-Valentin gehoord had, zij zonder enige twijfel een groot en geïnspireerd pianist was. Hij voegde eraan toe dat hij nooit beter Fauré had horen spelen en dat zij over het gevoel en de techniek beschikte om de intimiteit van Fauré's werk over te dragen. De vraag waarom zij indertijd geen grotere bekendheid genoot, beantwoordde Oliver met de constatering dat haar kwaliteiten als een uitnemend Fauré-vertolker, blijkbaar niet automatisch tot internationaal succes leidde rond het midden van de twintigste eeuw. Een andere criticus, Bryce Morrison, omschreef haar spel als onderscheidend, vloeiend, onnadrukkelijk en van een zeldzaam tonaal en poëtisch raffinement. Geen enkele andere pianist heeft volgens Morrison de ingekeerdheid en het vermogen om door te dringen tot de essentie van een van de minst begrepen muzikale genieën.
Haar internationale faam werd definitief gevestigd door de Gramophone Classical Music Award, die zij in 2002 won met de heruitgave van haar interpretatie van Fauré's nocturnes. Bij een vergelijking van alle opnames van deze nocturnes op BBC Radio 3 kwam zij in november 2011 als beste naar voren.
In Nederland en zelfs in haar geboortestad Maastricht is haar naam tot op heden (2023) nauwelijks bekend. Een straatnaam, gedenkteken of plaquette aan haar geboortehuis ontbreken.

## Discografie (selectie)
- 1953: Mozart, Pianoconcert Nr. 23, K. 488 – Camerata Academica uit Salzburg, Bernard Paumgartner (Testament SBT 1401)
- 1954: Franck, Prelude, choral & fugue (Testament)
- 1954: Franck, Prelude, aria & finale (Testament)
- 1956: Nin, Chants populaires espagnols – met Maria Kareska, sopraan (Ducretet-Thomson)[10]
- 1956–59: Fauré, pianowerken (Testament SBT 1215, 1262, 1263 en 1400)
- Debussy, En blanc et noir – met Jeanne Manchon-Thaïs, piano (Testament)
- Fauré, pianokwintetten; Pianokwartet Nr. 1, met het kwartet van de ORTF (Editions A. Charlin)